# پیایه‌بندی (باستان‌شناسی)
در باستان‌شناسی پیایه‌بندی نوعی روش گاه‌نگاری و تاریخ‌گذاری نسبی است، که در آن گونهٔ خاصی از دست‌ساخته‌ها را براساس تغییرات شکلی و سبکی در طول زمان دسته‌بندی می‌کنند.